# Kuwait ai Giochi della XXI Olimpiade
Il Kuwait partecipò ai Giochi della XXI Olimpiade che si sono svolti a Montréal dal 17 luglio al 1º agosto 1976, con una delegazione di quindici atleti iscritti a quattro discipline per un totale di tredici competizioni. Fu la terza partecipazione di questo Paese ai Giochi. Non fu conquistata nessuna medaglia.